# بيت الظبي (الخبت)

تعديل مصدري - تعديل

بيت الظبي هي إحدى قرى عزلة الواسطة بمديرية الخبت التابعة لمحافظة المحويت، بلغ تعداد سكانها 132 نسمة حسب تعداد اليمن لعام 2004.